# Ludwig Haag
Ludwig Haag (* 15. Mai 1954 in Bad Mergentheim) ist ein deutscher Erziehungswissenschaftler und war bis März 2020 Hochschullehrer an der Universität Bayreuth.
Haag studierte Psychologie bis zum Diplom 1981 und das Gymnasiallehramt mit den Fächern Latein und Psychologie. Er unterrichtete 1984 bis 1993 als Studienrat und war Schulpsychologe. 1991 absolvierte er die Promotion mit der Dissertation „Hausaufgaben am Gymnasium“. Von 1993 bis 2004 war er Wissenschaftlicher Mitarbeiter am Institut für Psychologie der Erziehungswissenschaftlichen Fakultät der Universität Erlangen-Nürnberg, wo er sich 1999 in Psychologie („Die Qualität des Gruppenunterrichts im Lehrerwissen und Lehrerhandeln“) habilitierte. Seit 2004 hat er den Lehrstuhl für Schulpädagogik an der Universität Bayreuth inne. 2020 wurde er emeritiert.
Haag erforschte viele Aspekte des Unterrichts. In den Medien wurden seine Studien bekannt, die er gemeinsam mit Elsbeth Stern zum Lateinunterricht durchführte. Im Ergebnis wurden keine Förderung von Intelligenz oder Transfereffekte auf MINT-Fähigkeiten erkannt, wie populäre Vorurteile sie immer noch äußern.

## Schriften
- mit Doris Streber (2020): Klassenführung. Erfolgreich unterrichten mit Classroom Management. Weinheim: Beltz (2. Auflage). ISBN  978-3407259226
- mit Doris Streber (2020): Lehrerpersönlichkeit – Die Frage nach dem 'guten Lehrer', nach der 'guten Lehrerin'. Bad Heilbrunn: Klinkhardt. ISBN 978-3781523814
- Mithrsg.: Handbuch Schule: Theorie – Organisation – Entwicklung, UTB 2009. ISBN 978-3825283926
- (2007) Hausaufgaben. In: W. H. Honal, D. Graf, F. Knoll (Hrsg.): Handbuch der Schulberatung (20. Ausg.). Landsberg: Olzog.
- (2001) Nachhilfeunterricht. In: Detlef Rost (Hrsg.): Handwörterbuch Pädagogische Psychologie (2. Aufl., S. 489–496).  Weinheim: Psychologie Verlags Union.
- mit Elsbeth Stern (2000). Non scholae sed vitae discimus? Auf der Suche nach globalen und spezifischen Effekten des Lateinunterrichts. In: Zeitschrift für Pädagogische Psychologie, 14, 146–157.